# H1 (Paläoklima)

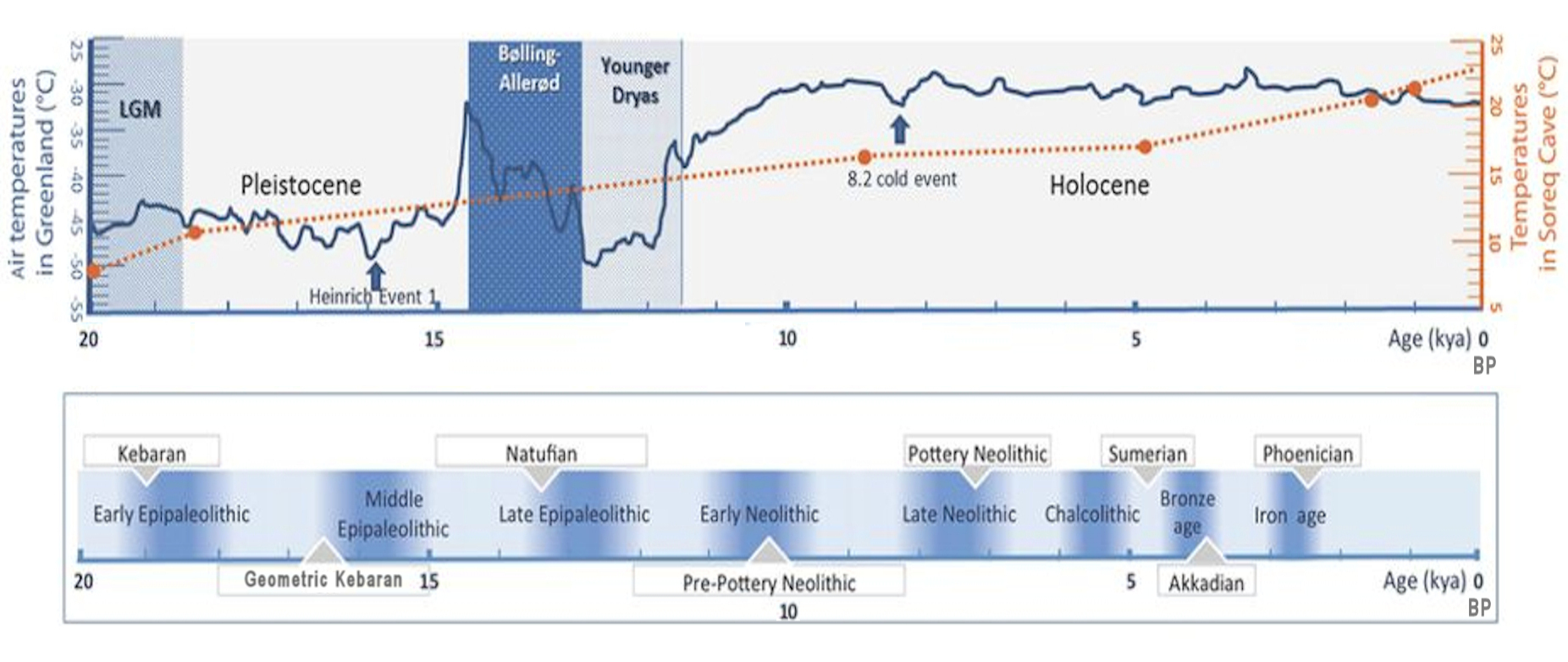
Temperaturverlauf im Nahen Osten der letzten 20.000 Jahre

H1 ist das zweite Heinrich-Ereignis der letzten Kaltzeit. Es fand noch vor Beginn des spätglazialen Meiendorf-Interstadials zwischen 16.000 und 13.000 v. Chr. statt.

## Charakterisierung
H1 wird durch ein Absinken der δ18O-Werte von – 40 auf ein Minimum von – 43 ‰ (ermittelt anhand von Eisbohrkernen Grönlands) und einen Rückgang der atmosphärischen δ13C-Werte von -6,4 auf – 6,7 ‰ gekennzeichnet.
Die Konzentrationen der Treibhausgase Kohlendioxid und Methan stiegen jedoch während des H1-Stadials stetig an, so auch die Deuteriumskonzentration (gemessen im Eis der Antarktis).
Die H1-Sedimentlagen zeichnen sich durch einen sehr hohen Anteil von vom Packeis bzw. Eisbergen verfrachteten Bestandteilen (engl. Ice rafted detritus oder abgekürzt IRD) aus, welcher bis zu 100 % im Sediment ausmachen kann. Die Konzentration minerogener Fragmente mit einem Korndurchmesser von >150 bzw. 180 bis 3000 μ (Fein- bis Grobsand) kann hierbei bis zu 5500 Körner/g betragen. Der Anteil von karbonathaltigen Bruchstücken ist ebenfalls sehr hoch und kann bis zu 25 % des Sediments ausmachen. Foraminiferen weisen in H1-Lagen ein deutliches Minimum auf.
In den Ozeanen der Südhalbkugel kam es mit dem Einsetzen von H1 zu einer deutlich erhöhten Durchfluss an Opal, was ein Aufwallen von Tiefenwasser bekundet.

## Geographische Verbreitung
Die in Bohrproben angetroffene H1-Sedimentlage ist im Nordatlantik zwischen Neufundland und Irland entlang einem rund 1500 Kilometer breiten, west-östlichen Band angeordnet, das in etwa 40 bis 55° nördliche Breite überstreicht. Diese Verteilung folgt praktisch dem Verlauf der Nordatlantikströmung (engl. North Atlantic Current oder NAC). Ruddiman (1977) bezeichnete dieses Band als IRD belt. Etwas abgesondert konnte die H1-Lage aber auch noch vor Südportugal, vor Rockall sowie in der Hudson Strait angetroffen werden.
Die Flächenausdehnung der H1-Lage beträgt rund 1 Million Quadratkilometer. Die Mächtigkeit der H1-Lage kann zwischen 2,5 und 32 Zentimeter schwanken, wobei das Ablagerungsmaximum mitten im Atlantik auf 45° nördlicher Breite und 32° westlicher Länge liegt. Die Sedimentationsraten streuen zwischen 0,04 und 0,26 Millimeter/Jahr. Wird von einer durchschnittlichen Lagendicke von 10 Zentimeter ausgegangen, so wurden 100000 Kubikkilometer an glazigenem Sediment in den Nordatlantik eingetragen, praktisch identisch mit dem gefundenen Volumen von H3. Die Ereignisse H2 und H4 waren wesentlich bedeutender und in etwa dreimal so stark.
Anhand des eingebrachten Sedimentvolumens lässt sich indirekt auf die zugehörige Schmelzwassermenge rückschließen. Dowdeswell u. a. (1995)
veranschlagen 140000 bis 1,4 Millionen Kubikkilometer Schmelzwasser, das in einem Zeitraum von 250 bis 1250 Jahren in den Nordatlantik strömte und dadurch einen Meeresspiegelanstieg von 0,39 bis 3,9 Meter bewirkte.

## Stratigraphie
Das H1-Stadial ereignete sich gegen Ende des MIS 2, eine bedeutende Enteisungsphase (engl. Deglaciation) der letzten Kaltzeit. Ihm folgt unmittelbar das Dansgaard-Oeschger-Ereignis DO1, das zum Meiendorf-Interstadial des Spätglazials überleitet.

## Zeitliche Stellung

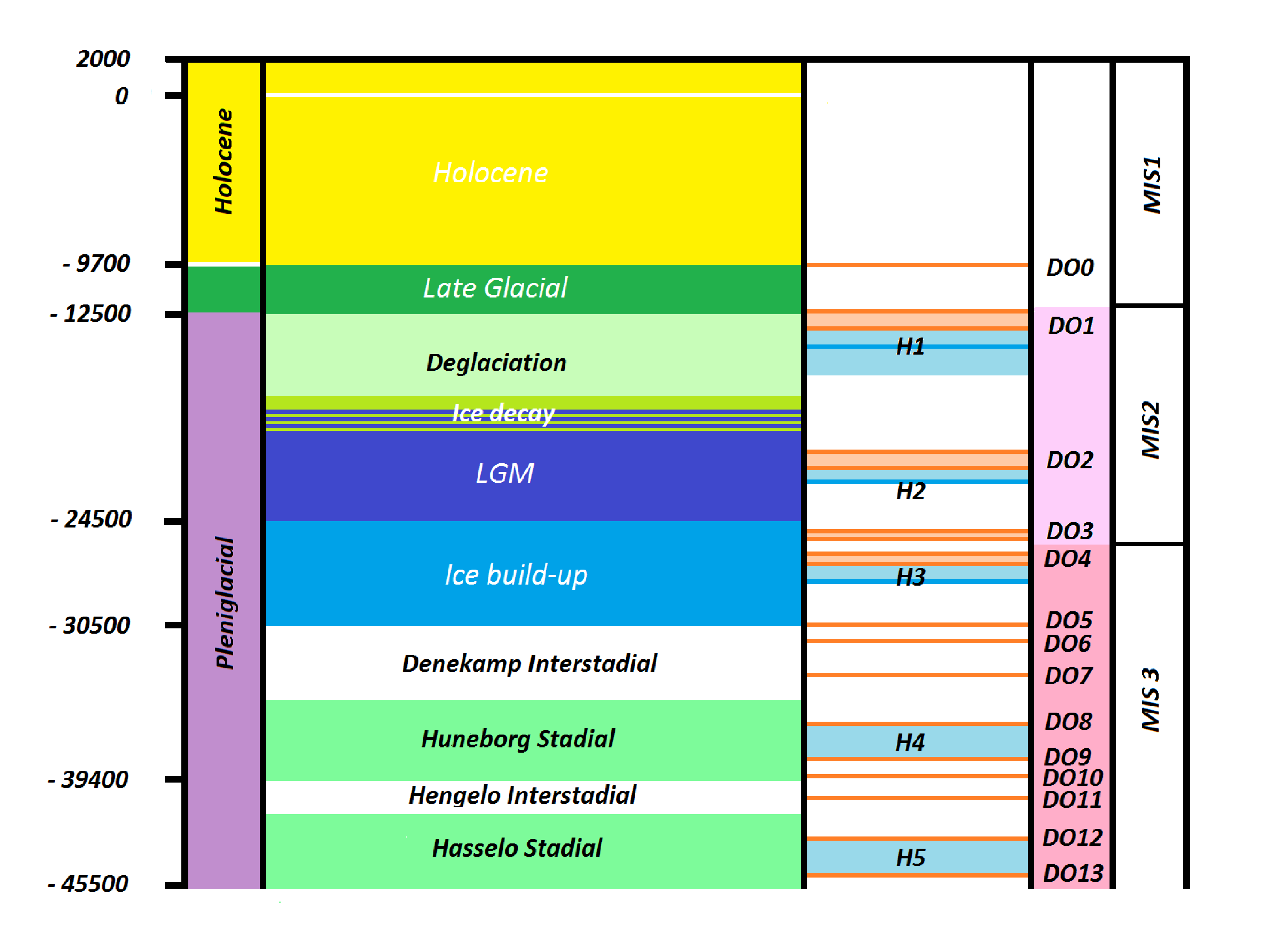
Zeitliche Einordnung von H1 während der letzten 47.500 Jahre Erdgeschichte

Das H1-Stadial erstreckt sich über den Zeitraum 16.000 bis 13.000 v. Chr., sein Temperaturminimum wurde zwischen 14.000 und 13.700 v. Chr. durchlaufen. Sidney Hemming (2004) siedelt letzteres jedoch etwas früher bei 14.800 v. Chr. an. Im Bohrkern V23-81 beispielsweise überdeckt die H1-Lage den Zeitraum 15.000 bis 13.500 Radiokohlenstoffjahre bzw. kalibriert mit CalPal 16.000 bis 14.490 v. Chr. Das Temperaturminimum, gekennzeichnet durch einen Maximaleintrag von knapp 2000 Körner/g, liegt in diesem Fall bei 14.200 Radiokohlenstoffjahren bzw. 15478 v. Chr. Generell streuen die bisher vorgenommenen Datierungen für die Untergrenze von H1 zwischen 14.330 und 14.998 (15.555 und 16.299 v. Chr.) und für die Obergrenze zwischen 13.190 und 13.860 Radiokohlenstoffjahren (14.171 und 15.146 v. Chr.). Die in den Bohrkernen gemessene Zeitdauer von H1 kann von 208 bis 1370 Jahren variieren.

## Erklärung
Als Erklärung des H1-Stadials führen J. Alvarez-Solas u. a. (2011) folgende Ereigniskette an:
- Der Fennoskandische Eisschild begann ab 18.000 v. Chr. abzuschmelzen. Um 16.000 v. Chr. hatte sich dieser bereits bis auf das Hochland der skandinavischen Kaledoniden reduziert und auch der Britische Eisschild war nur noch im äußersten Nordosten Schottlands präsent.
- Bedingt durch das Abschmelzen der Eisschilde wurde eine enorme Menge Süßwasser ins Nordmeer entlassen. Dieser Eintrag führte innerhalb einer Zeitspanne von 1000 Jahren zu einem Meeresspiegelanstieg von rund 2 Meter.
- Durch den Süßwassereintrag wurde die Bildung des Nordatlantischen Tiefenwassers (engl. North Atlantic Deep Water oder NADW) schwerwiegend gestört bzw. reduziert und auch die meridionale Umwälzzirkulation im Atlantik (engl. Atlantic meridional overturning circulation oder AMOC) wurde insgesamt geschwächt.
- Als Folge entstand im Nordatlantik eine deutliche Halokline und die unterhalb der Oberfläche liegenden Wassermassen (Tiefenbereich 550 bis 1050 Meter) erwärmten sich.
- Das Schelfeis Labradors begann daraufhin auseinanderzubrechen und entsandte eine Eisbergarmada ins offene Meer. Ferner kam es durch den Wegfall des Schelfeisgürtels, der bisher als Rückhalt gedient hatte, jetzt im Laurentidischen Eisschild zu Eisvorstößen (engl. ice flow surges), die im Labradormeer kalbten.

Die Sedimentfracht des Schelfeises und der Eisvorstöße ist letztendlich verantwortlich für die Entstehung der H1-Lagen. Geochemische  Analysen der Gesteinsfragmente belegen ein relativ eng umrissenes Gebiet an der Hudson Strait (Labrador und Baffin Bay) als Herkunftsgebiet. Der erneute Schmelzwassereintrag setzte ferner eine Rückkoppelung auf NADW und AMOC in Gang.